# Tên miền cấp cao nhất dùng chung
Tên miền cấp cao nhất dùng chung (tiếng Anh: generic top-level domain, viết tắt là gTLD) là một tên miền cấp cao nhất được dùng (ít nhất theo lý thuyết) bởi một lớp các tổ chức cụ thể. Những tên miền này có từ 3 ký tự trở lên, và được đặt tên theo loại tổ chức mà chúng đại diện (ví dụ,.com cho tổ chức thương mại (commercial)). Hiện nay có những gTLD sau tồn tại (cũng có thể có .arpa, đôi khi cũng được xem là một gTLD):
- .aero - dành cho công nghiệp vận tải hàng không
- .biz - dành cho công việc kinh doanh
- .cat - dành cho ngôn ngữ/văn hóa Catalan
- .com - dành cho các tổ chức thương mại, nhưng không có hạn chế
- .coop - dành cho các tổ chức hợp tác
- .edu - dành cho các cơ sở giáo dục sau cấp 2
- .gov - dành cho chính phủ và cơ quan đại diện tại Hoa Kỳ
- .info - dành cho các trang thông tin, nhưng không có hạn chế
- .int - dành cho các tổ chức quốc tế được thành lập theo hiệp ước
- .jobs - dành cho các trang liên quan đến việc làm
- .mil - dành cho quân đội Hoa Kỳ
- .mobi - dành cho các trang chuyên về thiết bị di động
- .museum - dành cho các nhà bảo tàng
- .name - dành cho dòng họ và cá nhân
- .net - nguyên thủy dành cho hạ tầng mạng, nay không có hạn chế
- .org - nguyên thủy dành cho những tổ chức không xác định được rõ thuộc về tên miền dùng chung nào khác, nay không có hạn chế
- .pro - dành cho những tổ chức chuyên nghiệp
- .tel - dành cho những dịch vụ liên quan đến mạng điện thoại và Internet (được thêm ngày 2 tháng 3 năm 2007)
- .travel - dành cho những công ty du lịch, hàng không, chủ khách sạng, cục du khách, v.v...
- .xxx - dành cho web "đen"

Những gTLD sau đang được xem xét để công nhận, và có thể được thêm vào máy chủ tên gốc trong tương lai gần:
- .asia - dành cho cộng đồng châu Á
- .post - dành cho dịch vụ bưu chính
- .geo - dành cho các trang có liên quan đến địa lý
- .cym - dành cho ngôn ngữ/văn hóa xứ Wales

## Lịch sử
Khi lần đầu được công bố vào tháng 1 năm 1985, những tên miền cấp cao nhất dùng chung lúc ấy gồm có:
- .com
- .edu
- .gov
- .mil
- .net
- .org

Tuy.net không nằm trong danh sách các tài liệu RFC mô tả hệ thống tên miền, người ta đã thêm nó vào khi nhóm tên đầu tiên được đưa ra sử dụng.
Các tên miền dùng chung.com,.net, và.org, trước đây được dùng với mục đích khác nhau, nay trên thực tế được dùng bởi bất cứ ai vì bất cứ mục đích.
Vào tháng 11, 1988, gTLD khác được giới thiệu, .int. gTLD này được giới thiệu để hồi đáp lại yêu cầu của NATO muốn có một tên miền phản ánh tương xứng vai trò tổ chức quốc tế của nó. Tên miền này ban đầu cũng được dự tính dùng cho một số cơ sở dữ liệu hạ tầng Internet, như.ip6.int, tương đương IPv6 của.in-addr.arpa. Tuy nhiên, vào tháng 5 năm 2000, Ủy ban Kiến trúc Internet đề nghị đóng cửa tên miền.int đối với các cơ sở dữ liệu hạ tầng mới. Những cơ sở dữ liệu kiểu đó trong tương lai sẽ được tạo với tên miền .arpa (một tên miền còn lại của hệ thống trước TLD), và những cơ sở dữ liệu hiện thời sẽ di chuyển đến.arpa ở chỗ nào tiện lợi, dẫn đến việc sử dụng.ip6.arpa để tra ngược IPv6.
Đến giữa thập niên 1990 bắt đầu có những yêu cầu cần phải có nhiều gTLD hơn. Jon Postel, trưởng IANA, đã kêu gọi các đơn yêu cầu từ những bên quan tâm. Vào đầu năm 1995, Postel đã tạo ra "Postel Nháp", một bản nháp Internet có chứa các thủ tục để tạo ra những cơ quan đăng ký tên miền mới và các tên miền cấp cao mới. Postel Nháp đã tạo ra một số những hội đồng nhỏ để chứng nhận những tên miền cấp cao mới. Do nhu cầu ngày càng tăng, một số các tổ chức lớn đã giành lấy quy trình dưới sự bảo hộ của Internet Society. Nỗ lực thứ hai này là nguyên nhân dẫn đến việc tạo ra một tổ chức tạm có tên gọi là Ủy ban Đặc biệt Quốc tế (International Ad Hoc Committee - IAHC). Vào ngày 4 tháng 2 năm 1997, IAHC đã trình ra một báo cáo bỏ qua các đề nghị của Postel Nháp và thay vào đó đề nghị giới thiệu bảy gTLD mới (.arts,.firm,.info,.nom,.rec,.store, và.web). Tuy nhiên, tiến trình này bị dừng lại sau khi có sự can thiệp của chính phủ Hoa Kỳ và đến nay không còn được nhắc đến.
Vào tháng 10 năm 1998, Tổ chức cấp phát số hiệu Internet (Internet Corporation for Assigned Names and Numbers - ICANN) được hình thành để giữ nhiệm vụ quản lý tên miền. Sau lời kêu gọi các đề nghị (15 tháng 8 năm 2000 và một thời gian tham khảo ý kiến công khai ngắn, ICANN đã công bố lựa chọn thêm được bảy tên miền mới vào ngày 16 tháng 11 năm 2000:
- .aero
- .biz
- .coop
- .info
- .museum
- .name
- .pro

Những gTLD mới này bắt đầu được đưa vào hoạt động vào tháng 6 năm 2001, và đến cuối năm đó ngoại trừ tên miền.pro, tất cả đều đã tồn tại, với.biz,.info và.museum đã vận hành hoàn toàn..name và.coop vận hành hoàn toàn vào tháng 1 năm 2002, và sau đó đến.aero vào cuối năm đó..pro trở thành tên miền cấp cao nhất dùng chung vào tháng 5 năm 2002, nhưng phải đến tận tháng 6 năm 2004 mới được vận hành hoàn toàn.
ICANN đang thêm vào các gTLD khác, bắt đầu với một tập các tên miền cấp cao nhất có tài trợ (như.aero,.coop, và.museum trước đây). Thời gian nộp đơn yêu cầu kéo dài từ 15 tháng 12 năm 2003 đến 16 tháng 3 năm 2004, và kết quả có 10 đơn. Đến tháng 6 năm 2005, ICANN đã thông báo chứng thực về nguyên tắc cho một số TLD mới, với chi tiết vẫn còn đang được soạn thảo và sẽ được hiện thực trong tương lai gần:
- .cat (đã hoạt động)
- .jobs (đã hoạt động)
- .mobi (đã hoạt động)
- .post
- .tel
- .travel (đã hoạt động)

Những đề nghị cho .mail vẫn đang được xem xét. Cũng có một đề nghị thứ hai cho .tel.

## Những tên miền cấp cao nhất và đề nghị không chính thức
Các tổ chức và kinh doanh khác nhau đã đề nghị thêm những TLD khác, và một vài tên miền đã được hiên thực không chính thức cho họ, và không hoạt động đầy đủ. Những tên miền này gồm có .berlin, .sco, .gal, .bzh và nhiều tên khác.

## Tên miền ảo cấp cao nhất
Một số tên miền ảo cấp cao nhất đã được định nghĩa vào các thời gian khác nhau. Mặc dù những TLD ảo này trông giống như các tên miền cấp cao nhất, và cũng có chức năng cú pháp trong việc tạo ra tên đầu cuối của mạng, chúng không có ý nghĩa trong Hệ thống Tên miền và được (hay đã được) dùng chỉ cho mục đích chuyên biệt.
Mặc dù không có vị trí chính thức, chúng cũng được công nhận là những "ngoại lệ" không chính thức, và có lẽ không bao giờ được làm những tên miền cấp cao nhất thực thụ.

## Gốc DNS thay thế
Một số công ty thiết lập hệ thống DNS riêng của họ với mục đích mở rộng hoặc thay thế hệ thống gốc DNS chính thức, do đó cung cấp cho họ những tên miền cấp cao nhất của riêng mình. Bài viết gốc DNS thay thế sẽ nói rõ hơn về đề tài này.